# Dedinckweerd
Dedinckweerd was een kasteel ten westen van de Nederlandse stad Lochem, provincie Gelderland.

## Geschiedenis
Het gebied van de buurschap Dochteren was eigendom van de graaf van Zutphen. De graaf schonk deze buurschap in 1059 als leen aan de bisschop van Utrecht. In 1103 wordt melding gemaakt van ene Geraclus van Dedingswerthe, die twee jaar later het huis en goed in onderleen ontving van bisschop Burchard.
In 1190 was het goed in handen van Henricus de Dudenwerde. Tien jaar later wordt er melding gemaakt van Wilhelmus de Dudinckwerth. In 1231 duikt ene Berthiamus de Dudingwerthe als eigenaar op.
Volgens het leenaktenboek van het Kwartier van Zutphen werd Diedrick II van Keppel in 1326 met Westerholt en Dedinckweerd beleend. Deze belening was ten gunste van Hendrik, de zoon van zijn broer. Waarschijnlijk was het huis Dedinckweerd aanvankelijk de hoofdvestiging voor de Van Keppels. Na 1380 vestigden de eigenaren zich waarschijnlijk op huis Westerholt, want vanaf dat jaar was er in de beleningen alleen nog sprake van Westerholt. Mogelijk was Dedinckweerd teruggebracht tot slechts een boerderij.
Wanneer het kasteel Dedinckweerd is verdwenen, is niet bekend. Er bestaat een melding dat het in 1802 zou zijn gesloopt. Een kaart uit 1743 laat een rechthoekig, omgracht terrein zien, met in het midden de gestippelde contour van een huis. Het is aannemelijk dit de contouren zijn van het voormalige kasteel dat dan vóór die tijd is gesloopt. Op het terrein zijn paden ingetekend in de vorm van een kruis, hetgeen kan wijzen op een tuinaanleg. Verder bevinden zich op deze kaart ten zuiden van het kasteelterrein nog een boerderij en een vermoedelijk koetshuis.
Op de kadastrale minuut van 1832 is nog steeds sprake van bebouwing op het kasteelterrein. Het kan om een boerderij met een dwarshuis gaan, maar het zou ook een weergave kunnen zijn van het oude kasteel. In ieder geval is deze bebouwing in de 19e eeuw verdwenen.
Ten zuiden van het oude kasteelterrein werd in de 19e en 20e eeuw een nieuw boerderijcomplex gebouwd. Het koetshuis is afgebroken.
De grachten werden in 1963 grotendeels gedempt. De laatste restanten van de gracht zijn in later jaren verdwenen en het terrein is geëgaliseerd.
In 1975 werden bij graafwerkzaamheden de resten van bakstenen funderingen aangetroffen. Ook werd er aardewerk gevonden uit onder andere de 14e eeuw.

## Beschrijving
Het kasteel Dedinckweerd was omgeven door een slotgracht. Het water van deze gracht werd oorspronkelijk aangevoerd vanaf de Berkel via een toevoersloot.
Zowel vanuit het zuiden als vanuit het oosten was er een toegangsweg naar het kasteel. Indien de oostelijke weg de oorspronkelijke was, is het aannemelijk dat het kasteel Dedinckweerd uit een oostelijke voorburcht en een westelijke hoofdburcht bestond. De toegangsweg zou dan aan de oostzijde aansluiten op de voorburcht. Dat zou tevens betekenen dat zowel de hoofd- als de voorburcht elk een omgrachting hadden.
Op 100 meter ten noordwesten van het kasteelterrein zijn vondsten gedaan van aardewerk, tufsteen, basalt en kalksteen. Dit kunnen resten zijn van afbraakmateriaal van het 12e-eeuwse kasteel Dedinckweerd, maar het is ook mogelijk dat de 12e-eeuwse versie van het kasteel oorspronkelijk op die locatie heeft gestaan.
Aalst · Aardenburg · Acquoy · Aerdt · Agistaldaburg · Ahof · Aldenhaag · Aller · Ambe · Ammersoyen · Ampsen · Andelst · Angeroyen · Appelburg · Appelse walburg · Appeltern · Arler · Baak · Babberich · Baer · Baerle · Bakerbosch · Balgoij · Barlham · Batenburg · Beek · Beerenclaauw · Bemmel · Bevervoorde · Bergh · Biljoen · Bingerden · Blankenborg (Laren) · Blankenborg · Blauwe Huis · Blokhuis (Ravenswaaij) · Boelenham · Boetselaersborg · Borculo · Boswaai · Brakel · Den Brakel · Den Bramel · Bredevoort · Broekhuizen · Bronkhorst · Bruchem · Bruinhorst · Brunsberg · Bulkestein · Bunswaard · Burcht van Tiel · Buren · De Buurse · Byland · Byvanck · Caetshage · Camphuysen · De Cannenburch · de Cloese · Coldenhove · Culemborg · Dedinckweerd · Delwijnen · Didam · Diepenbroek · Hof te Dieren · Huis Dijck · Dikke Tinne · Doddendaal · Dodewaard · Doornenburg · Doornik · Doorwerth · Dooyenburg · Dorth · Doseburg · Drakenburg · Dreumel · Druten · Duivelshuis · Eerbeek · De Ehze · Elburg · Eldrik · Emmerik · Engelenburg · Groot Engelenburg · Engelrode · Enghuizen · Enspijk · De Essenburgh · Essenpas · Est · Fokkinck · Gameren · Geerestein · Geldermalsen · De Gelderse Toren · Geldersweerd · Gellicum · Gendt · Gennepestein · Glindhorst · Goudenstein · ‘s-Grevenhoef · Groot Hell · Groenlo · Groesbeek · Huis te Groesbeek · Grunsfoort · Gulden Spijker · Hackfort · Hackforts Veenhuis · Hagen · Hagevoort · Hamerden · Hanepol · Harreveld · Harslo · Hassink · Het Haveke · Hedel · Heeckeren · De Heegh · Hees · De Heest · Hellouw · Hemmen · Hernen · Motte van Hernen · Heumen · Heusden · Hoekelum · Hoekenburg · De Hoeve · De Hof · Hof d'Ooy · Hof van Arkel · Huis het Holt · Holthuis · Het Holtslag · Ter Horst · Houberg · St. Hubertus · Huissen · Hulhuizen · Hulkestein · Hulsen · Hunneschans bij De Duno · Hunneschans bij Uddel · Jonker Bloo · 't Joppe · De Kamp · Karssenberg · Kemnade · Keppel · Kermestein · Kernhem · Kervel · Kiefskamp · De Kinkelenburg · Klein Enghuizen · Kleverburg · Kortenhoeve · Laag Helbergen · Lakenburg · Landfort · Langen · Latenstein · De Lathmer · Lathum · Ter Lede · Leegpoel · Leemcuyl · Leeuwen · Leeuwenbergh · Lensenburg · Lent · Leur · Leuvenum · Leyenburg · Lichtenvoorde · Lievenstein · Loenen · Loevestein · Loil · Loowaard · Luynhorst · Hof te Maasbommel · Magerhorst · Malburgen · Malderburcht · Malsen · Manhorst · Marhulsen · De Marsch · Marveld · Mathena · Maurik · Medel · Medestein · 't Medler · Meinerswijk · De Mellard · Mensink · Mergelp · Meteren · 't Meyerink · Middachten · Millingen · Mussenberg · Nagelhorst · Nederhagen · Nederhemert · Neerijnen · Huis Neerijnen · De Nesch · Nettelhorst · Nieuwe Blokhuis ·  Nijburg · Nijenbeek · Old Putten · Notenstein · Nye Huis · Olde Spijker · Oldenaller · Oldenhof (Driel) · Oldenhof (Heteren) · De Ooij · Oolde · Oud Oolde · Oosterhout · Ophemert · Opijnen · Oud Ampsen · Oude Blokhuis · Het Oude Loo · Oude Voorst · Oudenborch · Oud-Wisch · Huis te Overasselt · Overeng · Overhagen · Overlaar · 't Oye · Palmestein · De Parck · Persingen · Plekenpol · Ploen · Pluimenburg · Poederoijen · Poelwijck · Poelwijk · De Pol (Dreumel) · Huis de Poll (Huis te Gietelo) · De Poll (Huissen) · Pollenbering · Pollenstein · Puttenstein · Het Raasink · Ravenhorst · De Rees · Ressen · Reuversweerd · Reygersfoort · Rhijnestein · Huis Rijswijk · Rode Toren · Roode Wald · Rosande · Rosendael · Rossum · Rumpt · Ruurlo · Rijsselt · Schadewijk · Schaffelaar · Scherpenzeel · Schoonbroek · Schoonderbeek · Schoonenburg · Schuilenburg · Schuilkerke · Hof te Seelbeek · Sevenaer I · Sevenaer II · Sinderen (Oude IJsselstreek) · Sinderen (Voorst) · Slangenburg · Sleeburg · Slimsijp · De Snor · Soelen · Spaansweerd · Spaldorp · Spijk · Staverden · Sterkenburg · Swanepol · Tarthorst · Teisterbant (Kerk-Avezaath) · Teisterbant (Kerkdriel) · Ter Dicke · Tolhuis · Tolhuis (Tiel) · Tollenburg · Tongerlo · Toren van Wely · Tuil · Ubbergen · Uilenburg (Ewijk) · Uilenburg (Heteren) · Ulenpas · Ulft · Upladen · Valburg · Valkhofburcht · Valkhofpalts · Vanenburg · Varik · Hof te Varsseveld · 't Velde · Velhorst · Verwolde · Vierakker · De Voorst · Voorstonden · Vorden · Vosbergen · Vredenburg · Vredestein (Driel) · Vredestein (Ravenswaaij) · Vuren · Waardenburg · Waddestein · Wadenoijen · Waede · Wageningen · Walfort · 't Waliën · De Wardt · Watergoor · Watermeerwijk · Wayenstein (Huis te Herwijnen) · Well (Huis van Malsen) · Weijenrade · Westenburg · Westerholt · Weurt · De Wiersse · Wijenburg (Echteld) · De Wildenborch · De Wildt · Wilp · Wilperhorst · Winssen · Wisch · Wychen · Wolfswaard · Woolbeek · Yrst · IJzendoorn · Zeeland · Zilveren Spijker · Zuilichem · Zwaluwenburg · Zwanenburg (Heerde) · Zwanenburg (Megchelen)